# Stan ekologiczny wód
Stan ekologiczny – pojęcie z zakresu prawa wodnego oznaczające określenie jakości struktury i funkcjonowania ekosystemu wodnego związanego z wodami powierzchniowymi. Wraz ze stanem chemicznym służy do oceny jakości wód powierzchniowych w krajach, które przyjęły ramową dyrektywę wodną (m.in. kraje członkowskie UE, Norwegia).

## Elementy jakości wód

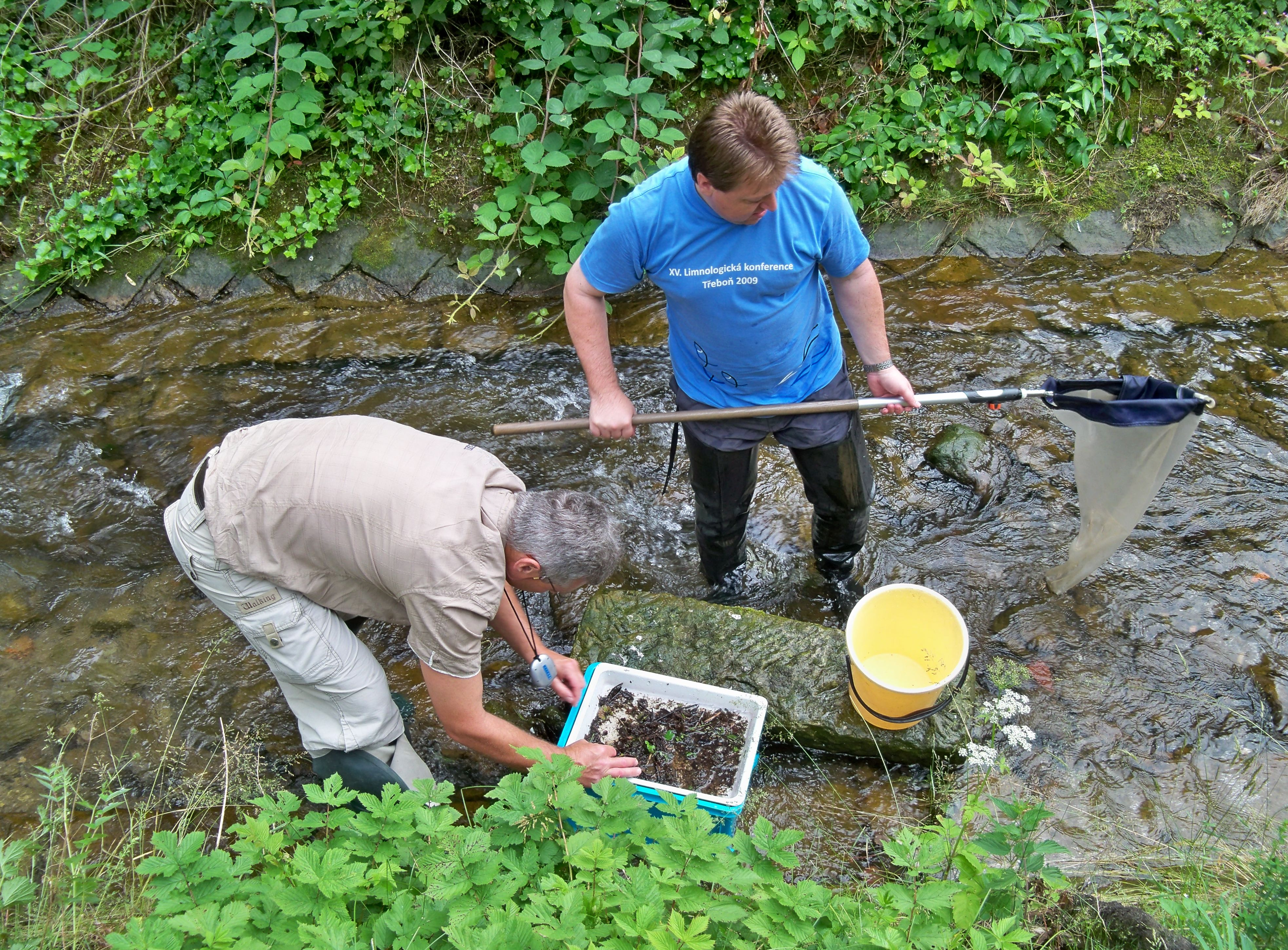
Pobór makrobezkręgowców bentosowych dla potrzeb oceny stanu ekologicznego

Stan ekologiczny jest klasyfikowany zgodnie z zapisami Załącznika V do RDW. Na ocenę stanu ekologicznego składa się ocena parametrów, w RDW określanych jako elementy jakości, zebranych w trzy grupy: elementy biologiczne, fizykochemiczne i hydromorfologiczne. Zestaw elementów jakości nieco się różni w różnych kategoriach wód.
Rzeki
- Elementy biologiczne
  - fitoplankton
  - makrofity i fitobentos
  - bezkręgowce bentosowe
  - ichtiofauna
- Elementy hydromorfologiczne
  - reżim hydrologiczny
  - ciągłość rzeki
  - warunki morfologiczne
- Elementy fizykochemiczne
  - charakterystyka ogólna (biogeny, zasolenie, odczyn, bilans tlenu, zdolność neutralizacji kwasów, temperatura)
  - specyficzne zanieczyszczenia syntetyczne
  - specyficzne zanieczyszczenia niesyntetyczne

Jeziora
- Elementy biologiczne
  - fitoplankton
  - makrofity i fitobentos
  - bezkręgowce bentosowe
  - ichtiofauna
- Elementy hydromorfologiczne
  - reżim hydrologiczny
  - warunki morfologiczne
- Elementy fizykochemiczne
  - charakterystyka ogólna (biogeny, zasolenie, odczyn, bilans tlenu, zdolność neutralizacji kwasów, przezroczystość, temperatura)
  - specyficzne zanieczyszczenia syntetyczne
  - specyficzne zanieczyszczenia niesyntetyczne

Wody przejściowe
- Elementy biologiczne
  - fitoplankton
  - makroglony
  - okrytozalążkowe
  - bezkręgowce bentosowe
  - ichtiofauna
- Elementy hydromorfologiczne
  - reżim pływów
  - warunki morfologiczne
- Elementy fizykochemiczne
  - charakterystyka ogólna (biogeny, warunki tlenowe, przezroczystość, temperatura)
  - specyficzne zanieczyszczenia syntetyczne
  - specyficzne zanieczyszczenia niesyntetyczne

Wody przybrzeżne
- Elementy biologiczne
  - fitoplankton
  - makroglony i okrytozalążkowe
  - bezkręgowce bentosowe
- Elementy hydromorfologiczne
  - reżim pływów
  - warunki morfologiczne
- Elementy fizykochemiczne
  - charakterystyka ogólna (biogeny, warunki tlenowe, przezroczystość, temperatura)
  - specyficzne zanieczyszczenia syntetyczne
  - specyficzne zanieczyszczenia niesyntetyczne

Poszczególne elementy jakości mogą być oceniane na podstawie kilku parametrów szczegółowych. Przykładowo, warunki tlenowe mogą być wyrażane takimi miarami, jak biochemiczne zapotrzebowanie tlenu, chemiczne zapotrzebowanie tlenu czy stężenie rozpuszczonego w wodzie tlenu.
Co do zasady, w każdej jednolitej części wód powierzchniowych powinny być ocenione wszystkie elementy jakości (na podstawie bezpośredniego monitoringu lub modelowania). W pewnych sytuacjach jednak nie każdy element można ocenić w wiarygodny sposób. W sytuacji, gdy naturalna zmienność danego elementu jakości w obrębie danego typu wód jest zbyt duża, by dało się określić typowe dla niego warunki referencyjne, możliwe jest wyłączenie takiego elementu z oceny. W przypadku cieków, fitoplankton jest elementem zalecanym do oceny w dużych rzekach nizinnych. Szczegółowa interpretacja tego zapisu budzi kontrowersje. Przykładowo, środowisko eksperckie rozważa rezygnację z oceny stanu fitobentosu w jeziorach, gdy jednocześnie wykonywana jest ocena fitoplanktonu i makrofitów, argumentując to tym, że fitobentos jest jedynie podelementem elementu „makrofity i fitobentos”, a jego ocena jest redundantna wobec oceny fitoplanktonu, ponieważ stan obu elementów odpowiada na tę samą presję, tj. przyspieszoną eutrofizację, w podobnym czasie. Inni eksperci uważają, że jednak byłoby to odejście od zapisów prawa. W takich sytuacjach Komisja Europejska dopuszcza wyjątki, ale muszą być one przekonująco uzasadnione.

## Klasy stanu ekologicznego
Stan ekologiczny oceniany jest w pięciu klasach:
- I - bardzo dobry
- II – dobry
- III – umiarkowany
- IV – słaby
- V – zły.

W Ramowej dyrektywie wodnej zdefiniowano dość szczegółowo kryteria osiągnięcia przez jednolitą część wód stanu bardzo dobrego, dobrego i umiarkowanego oraz jednozdaniowo stanu słabego i złego. 
Stan bardzo dobry ogólnie oznacza stan, w którym warunki fizyczno-chemiczne i hydromorfologiczne oraz biocenozy są specyficzne dla danego typu wód. Oznacza to, że zmiany antropogeniczne są bardzo niewielkie albo nie ma ich wcale, a zamieszkujące te wody organizmy wskazują na warunki niezakłócone lub prawie niezakłócone. W szczegółach oznacza to m.in., że skład taksonomiczny i liczebność wszystkich ocenianych grup organizmów odpowiada warunkom naturalnym. Jeżeli dla danego typu wód charakterystyczne są naturalne zakwity, ich występowanie nie przesądza o obniżeniu klasy, pod warunkiem, że ich częstotliwość i intensywność jest zgodna z warunkami naturalnymi. W przypadku populacji ryb dla osiągnięcia stanu dobrego konieczny jest nie tylko odpowiedni skład gatunkowy, ale również struktura wiekowa wskazująca, że nie ma problemów z ich rozmnażaniem. W ciekach przepływ rzeki, a w wodach przejściowych i przybrzeżnych przepływ wód słodkich jest co najwyżej prawie niezakłócony. W jeziorach niezakłócony lub prawie niezakłócony jest czas retencji. Połączenie z wodami podziemnymi również jest naturalne lub bliskie naturalności. Ciągłość cieków jest praktycznie niezakłócona (z wyjątkiem barier naturalnych), dzięki czemu możliwa jest zarówno migracja zwierząt, jak i transport osadów dennych. Warunki morfologiczne łożyska rzeki czy misy jeziornej są co najwyżej nieznacznie zmodyfikowane. Parametry fizyczno-chemiczne są typowe dla danych wód, a specyficzne dla zlewni zanieczyszczenia pozostają na poziomie tła hydrogeochemicznego (zanieczyszczenia niesyntetyczne) lub są poniżej poziomów wykrywalności najbardziej zaawansowanych i powszechnie stosowanych technik analitycznych (zanieczyszczenia syntetyczne).
Niższe klasy definiowane są przede wszystkim jako odchylenie od stanu bardzo dobrego i tak: stan dobry oznacza, że warunki naturalne zakłócone są w stopniu niewielkim. W przypadku zanieczyszczeń specyficznych dla zlewni muszą spełniać środowiskowe normy jakości określone w dyrektywach dotyczących postępowania ze ściekami. Stan umiarkowany oznacza, że warunki naturalne są zakłócone w stopniu umiarkowanym, np. występuje stały zakwit letni, w miejscu glonów fitobentosowych pojawiają się kożuchy bakteryjne (biofilm), brak jest niektórych grup organizmów typowych dla danego typu wód. Stan słaby oznacza, że siedlisko dla biocenoz wodnych różni się znacznie od stanu naturalnego. Stan zły oznacza, że siedlisko jest przekształcone poważnie, na co wskazuje brak wielu biocenoz charakterystycznych dla danego typu wód powierzchniowych.
Każda klasa ma przypisaną barwę dla celów prezentacji wyników: stan bardzo dobry – niebieską, dobry – zieloną, umiarkowany – żółtą, słaby – pomarańczową, a zły – czerwoną.

## Ocena stanu ekologicznego
Elementy jakości nie są traktowane w taki sam sposób. Elementy biologiczne są traktowane jako podstawowe, podczas gdy elementy fizykochemiczne i hydromorfologiczne jako wspierające. Jest to odwrócenie perspektywy typowej dla tradycyjnych systemów oceny jakości wód rozumianej jako jej czystość. W tamtych systemach podstawą oceny wód jest jej czystość, a więc przede wszystkim stopień zanieczyszczenia substancjami chemicznymi (np. stężenie biogenów) czy fizycznymi (np. mętność). Kryteria biologiczne dotyczą wówczas głównie kwestii sanitarnych, np. zagrożenia organizmami chorobotwórczymi i pasożytniczymi. Bioindykacja w takich systemach jest wykorzystywana np. do oceny stopnia zanieczyszczeń mniej lub bardziej toksycznych (np. indeks saprobów). Stan ekologiczny natomiast jest definiowany głównie przez pryzmat biocenoz uznanych za wskaźnikowe dla wód naturalnych o różnych warunkach referencyjnych. Dlatego np. wody polihumusowe, które przy ocenie czystości mogłyby być ocenione w niskiej klasie, mogą mieć bardzo dobry stan ekologiczny, gdyż mała przezroczystość, kwaśny odczyn i brak wielu gatunków jest dla nich stanem naturalnym. Tradycyjnie w wielu krajach, które przyjęły RDW jako kryteria stanu dobrego przyjmowane są kryteria stosowane do oceny wód według innych systemów. Dotyczy to np. wartości stężenia azotanów, której wartość graniczna jest określona w tzw. dyrektywie piciowej (80/778/WE). Takie podejście jednak jest nieuzasadnione, gdyż wymogi prawa dotyczącego wód użytkowych nie są w bezpośredni sposób związane w warunkami stanu ekologicznego.
Jedynie biologiczne elementy jakości są oceniane w skali pięcioklasowej. Elementy hydromorfologiczne są zdefiniowane właściwie tylko w zakresie stanu bardzo dobrego, a fizykochemiczne ponadto stanu dobrego. Zakłada się przy tym, że ich rola jako elementów wspierających polega jedynie na wspieraniu funkcji biocenoz. Zgodnie z tym podejściem klasyfikacja elementów hydromorfologicznych może przyjmować jedynie dwie wartości – stan bardzo dobry lub poniżej tego stanu. W innym przypadku mogłoby dojść do wewnętrznej sprzeczności, gdyby ocena stanu elementów hydromorfologicznych była inna niż elementów biologicznych, podczas gdy z definicji powinna być taka sama. Podobnie jest w przypadku elementów fizykochemicznych, przy czym w ich przypadku możliwe jest uzyskanie trzech klas stanu: bardzo dobrego, dobrego lub poniżej dobrego. W praktyce oznacza to, że gdy elementy biologiczne osiągają stan umiarkowany lub słabszy, ocena elementów wspierających nie ma wpływu na ocenę stanu ekologicznego. Elementy te natomiast mogą obniżyć ocenę w przypadku, gdy elementy biologiczne osiągają stan bardzo dobry, ale warunki hydromorfologiczne lub fizykochemiczne nie spełniają kryteriów stanu bardzo dobrego. Wówczas stan ekologiczny jest określany jako dobry (gdy elementy fizykochemiczne są co najmniej dobre) lub umiarkowany (gdy warunki fizykochemiczne nie są co najmniej dobre). Jest to konsekwencja przyjęcia zasady, że najgorszy element decyduje o ocenie całości. Prowadzić to może do konfuzji, gdy przekształcenia hydromorfologiczne są znaczne, ale ich stan jest określany drugoklasowy. Konfuzję może wprowadzać również stosowanie klasyfikacji z innych systemów. Polska Norma PN-EN 14614:2008 uwzględnia pięciostopniową klasyfikację parametrów hydromorfologicznych rzek, lecz zawarta jest w niej uwaga, że te pięć klas nie powinno być utożsamiane z klasami stanu ekologicznego, jako że te są determinowane przez wskaźniki biologiczne.

## Interkalibracja metodyk oceny stanu ekologicznego

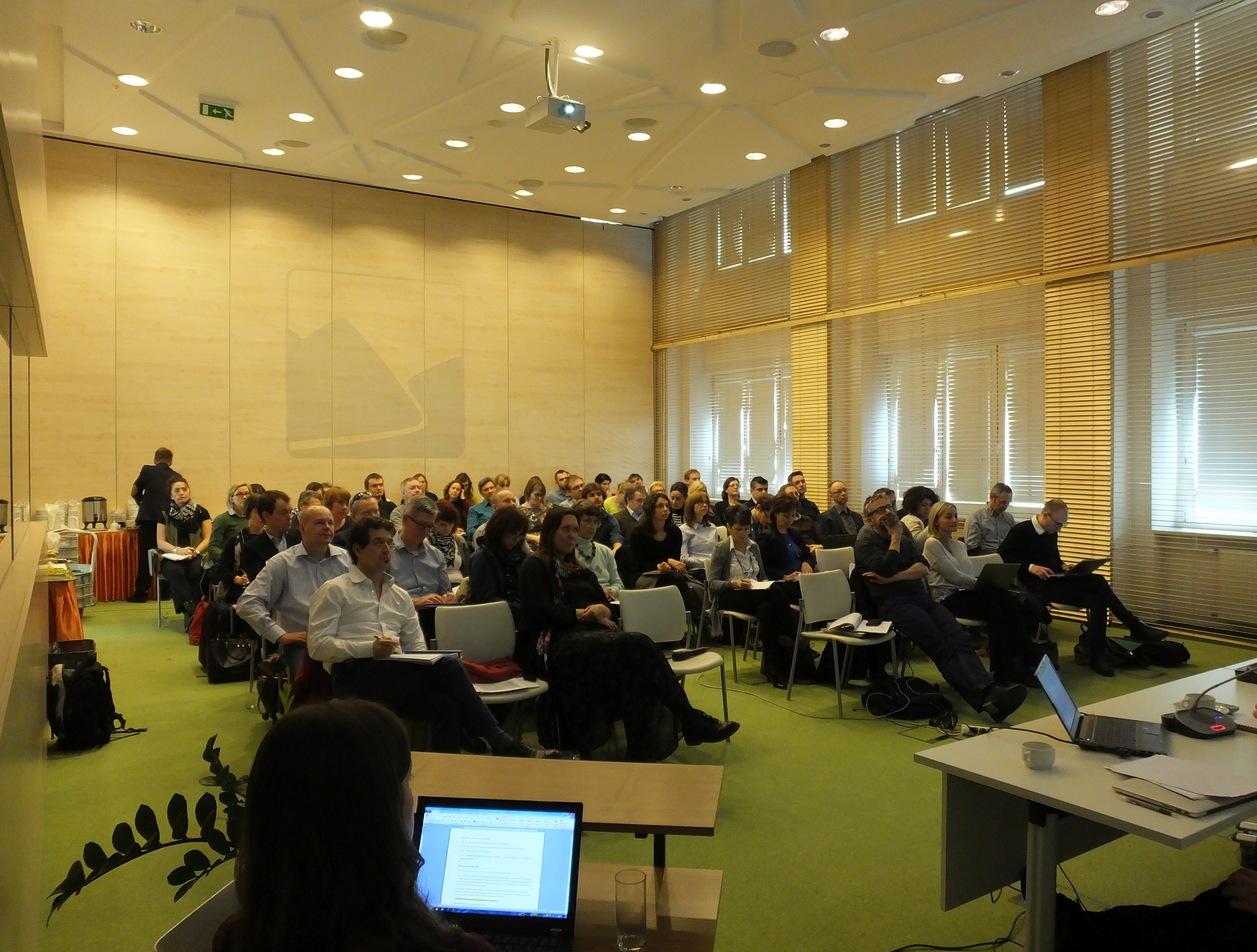
31. spotkanie grupy Ecostat. 16-17 marca 2016, gmach Ministerstwa Środowiska w Warszawie

Ponieważ ekosystemy wodne w skali Europy są bardzo zróżnicowane, niemożliwe jest przyjęcie wspólnych wskaźników stanu ekologicznego. W związku z tym przewidziano ćwiczenie interkalibracyjne, czyli próbę takiego wyznaczenia wskaźników regionalnych, aby wykonana na ich podstawie ocena stanu ekologicznego była porównywalna. Zgodnie z przewidywaniami RDW ćwiczenie to miało zająć 18 miesięcy. Ćwiczenie interkalibracyjne prowadzone jest w stosunku do podobnych typów wód leżących w części Europy o stosunkowo podobnych warunkach fizycznogeograficznych przez ekspertów tworzących geograficzne grupy interkalibracyjne. W niektórych przypadkach tworzone są grupy paneuropejskie, np. dla bardzo dużych rzek, o zakresie obejmującym różne regiony. Wyniki ćwiczenia interkalibracyjnego zatwierdza Wspólne Centrum Badawcze i są one ogłaszane jako decyzja Komisji Europejskiej. Pierwsza decyzja w tej sprawie została wydana w roku 2008 (2008/915/WE), druga w 2013 (2013/480/UE). Decyzje te zawierają m.in. wartości wskaźników jakości ekologicznej (EQR), czyli wskaźników oceniających dany element jakości zestandaryzowanych tak, aby przyjmowały wartość od 0 (stan najgorszy) do 1 (stan najlepszy, wartość referencyjna), do których kraje członkowskie powinny dostosować własne wskaźniki. Do czasu wydania drugiej decyzji interkalibracyjnej procedurę interkalibracji z powodzeniem przeszło ok. ⅔ krajowych metodyk z około 300 stosowanych lub testowanych. W przypadku, gdy dana metodyka oceny stanu ekologicznego nie została uwzględniona w pracach odpowiedniej grupy interkalibracyjnej, przewidziana jest procedura samodzielnej interkalibracji.
W celu prac nad wspólnym podejściem wdrażania Ramowej dyrektywy wodnej Komisja Europejska powołuje grupy robocze ekspertów z krajów członkowskich oraz pozaunijnych krajów wdrażających RDW. Wśród nich jest grupa do spraw oceny stanu ekologicznego Ecological Status (Ecostat). Grupa spotyka się dwa razy do roku, jak również organizuje grupy ad hoc poświęcone szczegółowym zagadnieniom, np. harmonizacji wyznaczania norm dla stężenia substancji biogennych. Zatwierdza również wyniki prac grup interkalibracyjnych. 

## Ogólna ocena stanu wód
Ocena stanu ekologicznego jest elementem oceny stanu wód powierzchniowych wraz z oceną stanu chemicznego, który określa stopień zanieczyszczenia substancjami toksycznymi innymi niż uwzględniane w ocenie stanu ekologicznego, głównie substancjami priorytetowymi. Ponadto w ocenie wód powierzchniowych leżących na obszarach chronionych (np. na kąpieliskach) uwzględniane są inne kryteria, w zależności od przedmiotu ochrony. Ocena ta jednak nie wchodzi w skład oceny stanu ekologicznego. Zgodnie z zasadą „najgorszy decyduje”, dla uznania stanu jednolitej części wód za zły, wystarczy, aby stan jej ekologiczny osiągnął stan poniżej dobrego (umiarkowany, słaby lub zły), nawet gdy stan chemiczny jest dobry. Analogicznie, stan chemiczny poniżej dobrego deklasyfikuje stan wód, nawet gdy stan ekologiczny jest dobry lub bardzo dobry.   
Stan ekologiczny ocenia się dla jednolitych części wód, które nie są wyznaczone jako sztuczne lub silnie zmienione. W przypadku wód sztucznych lub silnie zmienionych przyjmuje się, że podstawa do wyznaczenia i utrzymania takiego statusu ma uzasadnienie gospodarcze i nie można przeprowadzić ich pełnej renaturyzacji. Ponieważ zaś użytkowanie gospodarcze wymusza zakłócanie warunków naturalnych, zwłaszcza hydrologicznych lub morfologicznych, przyjmuje się, że nie można takim częściom wód wyznaczać celów środowiskowych tak samo wygórowanych, jak wodom o statusie naturalnym. W takim przypadku określa się nie stan ekologiczny, ale potencjał ekologiczny. Potencjał ekologiczny oceniany jest również w pięciu klasach: potencjał maksymalny, dobry, umiarkowany, słaby i zły. Potencjał maksymalny i dobry można w pewnych sytuacjach traktować łącznie. Jednolita część wód osiąga maksymalny potencjał ekologiczny, gdy jej przekształcenia hydromorfologiczne są tylko takie, jakie były podstawą do wyznaczenia jej jako sztucznie zmienionej lub sztucznej i podjęto wszelkie środki naprawcze w celu zapewnienia ciągłości hydrologicznej, zwłaszcza pod kątem potrzeb ryb. Wskaźniki elementów biologicznych mają odpowiadać warunkom z wód naturalnych, z uwzględnieniem nieuniknionych zakłóceń wynikających z przeznaczenia danej sztucznej lub silnie zmienionej części wód. Parametry fizyczno-chemiczne natomiast powinny być takie same jak w wodach nieprzekształconych. Kolejne klasy potencjału ekologicznego są definiowane analogicznie do klas stanu ekologicznego.

## Stan ekologiczny wód w Europie
Zgodnie z zapisami RDW dobry lub bardzo dobry stan lub potencjał ekologiczny miały osiągnąć wszystkie jednolite części wód, z wyjątkiem pewnych uzasadnionych sytuacji, do końca 2015 r. Jednak z samych planów gospodarowania wodami na obszarze dorzecza na ten okres wynika, że przewidywały one, że uda się to jedynie w przypadku 52% jednolitych części wód.

### Polska
W 2013 roku na obszarze Polski oceniono stan ekologiczny 912 jednolitych części wód rzecznych. Wśród nich 27 miało stan bardzo dobry, 252 stan dobry, 439 stan umiarkowany, 148 stan słaby i 46 stan zły. Potencjał ekologiczny oceniono dla 863 jednolitych części wód rzecznych, w tym zbiorników zaporowych. Wśród nich 267 miało potencjał dobry lub powyżej dobrego, 386 umiarkowany, 170 słaby i 40 zły. W tym samym czasie oceniono stan ekologiczny 915 jezior. Wśród nich 89 miało stan bardzo dobry, 175 stan dobry, 219 stan umiarkowany, 118 stan słaby i 120 stan zły. Oszacowano również stan ekologiczny jezior niemonitorowanych – 106 jako stan co najmniej dobry i 88 jako stan poniżej dobrego. Potencjał ekologiczny oceniono dla 123 jezior. Dla 7 oszacowano jako co najmniej dobry, dla 6 jako poniżej dobrego. Dane monitoringowe zaś pozwoliły na dokładną ocenę potencjału ekologicznego jako maksymalny dla 8 jezior, dobry dla 15 jezior, umiarkowany dla 32 jezior, słaby dla 17 jezior i zły dla 38 jezior.